# Juan B. Fronti
Joan B. Fronti (Maó, 1820 - 14 d'abril de 1888) va ser un important professor de piano i cant. Va ser alumne de Benet Andreu Pons. Va néixer a la ciutat de Maó l'any 1820 i es va dedicar a l'ensenyament, intervenint en nombrosos actes i concerts com a organitzador i director. Es va traslladar a Madrid, on va ser professor del Real Conservatorio de Música y Declamación. Va ser nombrat Mestre Honorari d'aquest conservatori. Va morir a la ciutat de Maó el 14 d'abril de 1888.